# 윤소라
윤소라(尹素羅, 1960년 4월 24일 ~ )는 대한민국의 성우이다. 1982년 MBC 8기 공채 성우로 데뷔하였다.

## 학력
- 중앙대학교 연극영화학과

## 주요 출연작품

### 애니메이션
- X사건 미녀탐정 (투니버스) - 고아라
- Z.O.E (애니원) - 노엘
- 겨울연가 - 김영희
- 고바리안 (MBC)
- 금발의 제니 (MBC) - 다이애나
- 기갑전사 걸키버 (투니버스) - 지나
- 기동전사 건담 0083 (MBC) - 니나
- 꼬마마법사 레미 (MBC) - 라라
- 꼬마탐정 가제트 (SBS) - 스파이드라
- 도전자 허리케인 (MBC) - 애린
- 디어 보이즈 (애니원) - 나원선 / 한혜리
- 마법소녀 리나 (SBS) - 마젠다
- 마법소녀 위치1기 (SBS, 챔프) - 윌마
- 마법천자문 극장판 : 대마왕의 부활을 막아라 (SBS) - 쌀도사
- 명탐정 코난 (투니버스) - 윤정화 (핫토리 시즈카)
- 미안하다 사랑한다 - 오들희
- 보물성 - 사라
- 바비의 백조의 호수 (투니버스) - 호수의 여왕
- 빛의 전사 레나 (EBS) - 밀라
- 사랑의 천사 웨딩피치 (SBS) - 클라우드
- 셰익스피어 명작만화 겨울이야기 (SBS) - 허마이오니
- 소공녀 세라 (MBC)
- 수퍼보이 (MBC)
- 스탈라의 마법여행 (MBC) - 스탈라
- 시골쥐와 서울쥐 (애니원) - 에밀리
- 신세기 사이버 포뮬러 (SBS) - 미키
- 아마게돈 (KBS) - 마리 / 퀸 헤라
- 아이들이 사는 성 (EBS) - '나'편 엄마, 흐르는 얼굴
- 아이 엠 스타! (투니버스) - 카렌
- 알프스의 메아리 (MBC)
- 에코 플래닛 3D: 지구 구출 특급 대작전 - 낸시 / 할머니
- 엘리먼트 헌터 (KBS) - 에이미 카
- 올림포스 가디언 (SBS) - 알타이아
- 요정 핑크 (MBC) - 연수
- 용감한 죠리 (MBC)
- 유령대소동 (MBC)
- 이집트 왕자 2: 요셉 이야기 - 보디발 장군의 아내
- 일지매 (SBS) - 연화
- 지옥소녀 (애니맥스) - 호나미 / 미치요 / 유리에 / 선배(20화)
- 철인 28호 FX (MBC) - 엄마
- 카우보이 비밥 (투니버스) - 줄리아
- 크르노 크루세이드 (투니버스) - 케이트
- 털보아저씨와 꾸러기들 (MBC)
- 파이팅! 대운동회 (SBS) - 제시 거트랜드
- 히맨과 쉬라의 비밀의 검 (애니박스) - 쉬라
- 극장판 올림포스 가디언 기간테스 대역습 - 아테나
- 리틀 프린세스 소피아: 엘레나와 비밀의 아발로 왕국 - 미란다
- 명탐정 코난: 진홍의 연가 (극장판) - 윤정화
- 스머프: 비밀의 숲 (극장판) - 스머프 윌로우(버들)

### 외화

#### 전담배우
- 미셸 파이퍼
  - 아이엠 샘 (MBC) - 리타 해리슨
  - 어느 멋진 날 (MBC) - 멜라니 파커
  - 업 클로즈 앤 퍼스널 (MBC) - 탤리 앳워터
  - 왓 라이즈 비니스 (SBS) - 클레어 스펜서
  - 울프 (KBS) - 로라
  - 위험한 관계 (KBS) - 투르벨 부인
  - 이집트 왕자 (SBS) - 십보라
  - 질리안의 37번째 생일에 (MBC) - 질리안
  - 프랭키와 쟈니 (MBC) - 프랭키
  - 한 여름밤의 꿈 (MBC) - 티타니아
- 데미 무어
  - 사랑과 영혼 (MBC) - 몰리
  - 사랑의 기쁨 (MBC) - 마리나
  - 어 퓨 굿 맨 (MBC) - 겔러웨이 소령
  - 은밀한 유혹 (MBC) - 다이애나
  - 지 아이 제인 (MBC) - 조던 오닐
  - 폭로 (SBS) - 메레디스 존슨
- 지나 데이비스
  - 그들만의 리그 (MBC) - 도티 힌슨
  - 롱 키스 굿 나잇 (MBC) - 사만다
  - 리틀 빅 히어로 (MBC) - 게일
  - 스튜어트 리틀 (MBC) - 엄마
  - 컷스로트 아일랜드 (MBC) - 모가나
- 캐서린 지타존스
  - 시카고 (MBC) - 벨마
  - 신밧드: 7대양의 전설 - 마리나
  - 아메리칸 스윗하트 (KBS) - 그웬
  - 엔트랩먼트 (MBC) - 진
  - 터미널 (KBS) - 아멜리아
- 러네이 루소
  - 랜섬 (SBS) - 케이트 멀른
  - 리썰 웨폰 4 (SBS) - 로나
  - 사선에서 (KBS, MBC(2005년 더빙판)) - 릴리
  - 아웃브레이크 (KBS) - 로비 커우

#### 드라마
- 넘버스 (SBS) - 테리 레이크 (사브리나 로이드)
- 대지진 10.5 (KBS) - 사만다 (킴 덜레이니)
- 레밍턴 스틸 (MBC) - 로라 홀트 (스테파니 짐벌리스트)
- 마담 퐁파두르 (EBS) - 퐁파두르 (엘렌 드 푸제롤)
- 스몰빌 (MBC) - 마사 켄트 (아네트 오툴)
- 심야식당 (채널W) - 루미
- 애들이 줄었어요 (MBC) - 다이앤 (바바라 알린 우즈)
- 측천무후 (SBS) - 왕 황후
- 콜드 케이스 (KBS) - 에비 (테리 가버)
- CSI 과학수사대 (MBC) - 발레리
- CSI 마이애미 (MBC) - 메건 (킴 덜레이니)
- CSI: 뉴욕 (MBC) -  스텔라 보나세라 (멜리나 카나카레데스)
- 로이스 앤 클락 (SBS) - 로이스

#### 영화
- 개 같은 내 인생(MBC) - 숙모(키키 룬드그렌)
- 헤라클레스(KBS) - 데아네라(토니 키탠)
- 폴리스 아카데미 (MBC)
- 그렘린 2 (MBC)
- 나 홀로 집에 2 (SBS) - 비둘기 아줌마 (브렌다 프리커)
- 나의 그리스식 웨딩 (SBS) - 툴라 (니아 발다로스)
- 내겐 너무 예쁜 당신 (SBS) - 플로랑스 (캐롤 부케)
- 내 이름은 브루스 2 (SBS) - 폴리(비터니 라이트)
- 록키 5 (MBC) - 애드리안(탈리아 샤이어)
- 대복성 (SBS) - 미리(임청하)
- 마이 걸 (MBC) - 쉘리 (제이미 리 커티스)
- 더 팬 (MBC)
- 동방삼협 (MBC) - 동동 (매염방)
  - 동방삼협 2 (MBC) - 동동 (매염방)
- 드리븐 (SBS) - 케이시 (지나 거손)
- 드림캐처 (SBS) - 트리쉬 (잉그리드 카벨라스)
- 라붐 (SBS) - 엄마 (브리지트 포시)
  - 라붐 2 (SBS) - 엄마 (브리지트 포시)
- 라스트 패트롤 (SBS) - 사라 맥브라이드 (쉐리 알렉산더)
- 러브 레터 (SBS) - 여자 이츠키의 엄마(한 분자쿠), 하마고치 선생님(나카무라 쿠미)
- 레비아탄 (MBC) - 윌리엄즈(아만다 페이스)
- 레인 피플 (KBS) - 나탈리 (셜리 나이트)
- 로스트 인 스페이스 (MBC) - 모린 (미미 로저스)
- 룩 앳 미 (SBS) - 실비아 (아녜스 자우이)
- 머시니스트 (KBS) - 마리아 (아이타나 산체스-기욘)
- 메멘토 (KBS) - 나탈리 (캐리앤 모스)
- 뮤리엘의 웨딩 (MBC) - 뮤리엘 (토니 콜렛)
- 미스테리 데이트(SBS) - 지나(테리 폴로)
- 바텔 (SBS) - 안느(우마 서먼)
- 바람과 함께 사라지다 (SBS) - 멜라니 (올리비아 드 하빌랜드)
- 방세옥 2 (SBS) - 정정 (리자신)
- 배트맨과 로빈 (SBS) - 포이즌 아이비(우마 서먼)
- 버티칼 리미트 (MBC) - 모니크 (이자벨라 스코럽코)
- 벤허 (SBS) - 티르자 (캐시 오도널)
- 볼케이노 (MBC) - 켈리 (신시아 깁)
- 블레이드 러너 (MBC)
- 블루 스틸 (SBS) - 메건 터너(제이미 리 커티스)
- 비각칠 2 (SBS) - 아란 (온벽하)
- 비긴 어게인 (MBC) - 미리암 (캐서린 키너)
- 사랑의 블랙홀 (MBC) - 리타 (앤디 맥도웰)
- 사랑의 슬픔, 애수 (MBC) - 세라 마일스 (줄리앤 무어)
- 솔로몬의 딸 (MBC) - 베티 (샐리 필드)
- 쉰들러 리스트 (KBS) - 헬렌 (엠베스 데이비츠)
- 스타 트렉 9: 최후의 반격 (MBC) - 트로이 (마리나 서티스)
- 스파이 대소동 (KBS) - 캐런(도나 딕슨)
- 스피드 (KBS) - 애니 (샌드라 불럭)
- 아나콘다 (SBS) - 테리 (제니퍼 로페즈)
- 아수라(SBS) - 단의 동생(이려진)
- 아버지와 어머니 그리고 형제자매들 (SBS) - 안느 (빅토리아 아브릴)
- 아이 스파이 (MBC) - 레이첼 (팜커 얀선)
- 알렉산더 (MBC) - 올림피아스 (안젤리나 졸리)
- 애나 앤드 킹 (SBS) - 애나 (조디 포스터)
- 애널라이즈 댓 (SBS) - 패티 러프리스티 (캐시 모리아티)
- 애딕티드 러브 (SBS) - 매기 (멕 라이언)
- 어벤저 (SBS) - 필 박사 (우마 서먼)
- 어댑테이션 (MBC) - 수잔 (메릴 스트리프)
- 에어 콘트롤 (MBC) - 코니 (케이트 블란쳇)
- 에어 포스 원 (SBS, MBC) - 그레이스 마샬 (웬디 크루슨, SBS) / 캐서린 베넷 (글렌 클로즈, MBC)
- 엘 시크레토: 비밀의 눈동자 (KBS) - 아레나 (솔레다드 빌라밀)
- 올리버 트위스트 (SBS) - 낸시 (리앤 로)
- 외계의 침입자 (MBC) - 낸시 벨리첵 (베로니카 카트라이트)
- 유니버셜 솔져 2 (SBS) - 에린 (하이디 샨츠)
- 위험한 사돈 (SBS) - 주디 (캔디스 버겐)
- 위험한 정사 (MBC) - 알렉스 (글렌 클로즈)
- 윈스턴 처칠의 젊은 시절 (MBC) - 제니 랜돌프 처칠 (앤 밴크로프트)
- 이레이저 (SBS) - 컬린 (버네사 L. 윌리엄스)
- 인디아나 존스: 미궁의 사원 (MBC) - 윌리 (케이트 캡쇼)
  - 인디아나 존스: 크리스탈 해골의 왕국 (KBS) - 스팔코 (케이트 블란쳇)
- 인사이더 (KBS) - 와이겐드 부인 (다이안 베노라)
- 임포스터 (SBS) - 마야 올햄 (매들린 스토)
- 쥬라기 공원 (KBS) - 엘리 새틀러 (로라 던)
  - 쥬라기 공원 3 (KBS) - 엘리 새틀러 (로라 던)
- 진주 귀걸이를 한 소녀 (KBS) - 카타리나(에시 데이비스)
- 천룡팔부 (SBS) - 이추수(임청하)
- 쵸크 캐년의 대모험 (MBC) - 바네사 (자넷 줄리안)
- 최종 분석 (SBS) - 다이애나 (우마 서먼)
- 칼리토 (MBC) - 게일 (퍼넬러피 앤 밀러)
- 컨페션 (KBS) - 패트리샤(줄리아 로버츠)
- 코쿤 (SBS) - 키티 (태니 웰치)
- 콜래트럴 데미지 (SBS) - 셀레나 페리니 (프란체스카 네리)
- 콘택트 (SBS) - 엘리 애로웨이 (조디 포스터)
- 크러쉬 (SBS) - 에이미 매디크(제니퍼 루빈)
- 크로커다일 던디 3 (KBS) - 수 찰턴 (린다 코즐로스키)
- 키스 더 걸 (MBC) - 케이트 맥티어넌 (애슐리 저드)
- 탑 건 (MBC) - 찰리 (켈리 맥길리스)
- 토이즈 (MBC) - 그웬 (로빈 라이트)
- 패트리어트: 늪 속의 여우 (SBS) - 샤롯 셀튼 (조엘리 리처드슨)
- 페리스의 해방 (MBC) - 슬로안(미아 사라)
- 퍼펙트 스톰 (SBS) - 크리스 코터 (다이앤 레인)
- 페이스 오프 (MBC) - 사샤 하슬러 (지나 거손)
- 포트리스 2 (MBC) - 수잔 (팸 그리어)
- 폭로(SBS) - 메레디스(데미 무어)
- 프로텍션 (MBC) - 지나 (케이티 그리핀)
- 플루크 (MBC) - 캐롤 (낸시 트래비스)
- 픽쳐 클레어 (MBC) - 릴리 (지나 거손)
- 하우스 어레스트 (SBS) - 자넷 (제이미 리 커티스)
- 하이랜더 4 (SBS) - 케이트 (리사 바버시아)
- 하트브레이커스 (MBC) - 맥스 (시거니 위버)
- 형사 니코 (SBS) - 잭슨 (팜 그리어)
- 홍콩 미스터리 (MBC)
- 화성인 마틴 (KBS) - 리지 (대릴 해나)
- E.T. (KBS) - 엄마 (디 월리스)
- 007 네버다이 (KBS) - 패리스 카버 (테리 해처)
- 007 옥토퍼시 (MBC) - 옥토퍼시 (머드 애덤스)
- 101 달마시안 (KBS) - 아니타 (조엘리 리처드슨)

### 게임
- 도타2 - 복수 혼령
- 창세기전 3 - 셰라자드
- 창세기전 3 Part 2 - 베라모드
- JAK 2 - 애슐린
- 메크커맨더 2
- 킹덤 언더 파이어 - 히어로즈 - 시리츠
- 에임포인트 : 캘베로스비망록 - 채혜린
- 폴아웃 3 - 사라 라이언스 등
- 스타크래프트 II: 공허의 유산 - 보라준

### 방송
- 가족오락관(KBS2) - 1997년 7월 2일 출연

### 다큐멘터리
- 스타다큐(MBC)

### 라디오
- 《윤소라의 음악편지》 (교통방송) - 2012년
- 《최양락의 재미있는 라디오》 (MBC 표준FM) - 2005년, 게스트 출연
- 《책하고 놀자》(SBS 러브FM) - 1999년
- 《만화열전 - 호텔 아프리카》(MBC 라디오) - 소피아
- 《만화열전 - 레드문》(MBC 라디오) - 왕비 디오사
- 《라디오 여행기》(공지영의 수도원기행) (KBS 제3라디오)

### 팟캐스트
- 《이상호 기자 발뉴스 보관됨 2012-07-01 - 웨이백 머신》 - 〈개나발〉(개념라디오발뉴스) 공동 DJ
- 《레인보우 살인사건》(옛날방송국) - 노이연
- 《그것은 알기싫다》-  117a회 게스트 출연

## 명언

### 트위터
- 오늘도 우리 아파트 놀이터는 주변 서민 빌라촌 아이들이 몰려와 마스크도 없이 뛰어놀고 있다. 얘들아, 마스크 써

출처 : https://entertain.naver.com/read?oid=241&aid=0003047653
이에 윤소라는 '마스크 없이 노는 아이들 걱정돼서 쓴 건데 다들 민감하니 오해를 한 것 같다. 아이들이 뛰어 노느라 마스크를 안 쓴다'며 '대체 무슨 오해들을 하시는지. 걱정이 되어 쓴 거다. 어린 아이들이 마스크 없이 노니까 행여 감염될까봐'라고 해명하였다.
그러나 네티즌들은 '우리'와 '주변 서민'이라는 단어에서 부자와 중산층을 차별하는 의식이 느껴지는 것에 제대로 사과하라는 입장으로 비판하고 있다.
이에 윤소라는 자신이 미안하다고 사과해도 들어주는 사람이 없고 악플러들이 욕설하러 트위터 계정에 오는 상황이라 앞으로 자신에 대한 악플을 목격할 시 캡처하여 고소할 방침이라고 조용히 공지하였다.

## 같이 보기
- 문화방송 성우극회